# آبي جيلدنهويز
آبي جيلدنهويز (بالإنجليزية: Abe Geldenhuys) هو عارض جنوب أفريقي، ولد في 1932 في كورومان ‏ في جنوب أفريقيا، وتوفي في 1998.

## وصلات خارجية
- آبي جيلدنهويز على موقع قاعدة بيانات المصارعة الدولية (الإنجليزية)
- آبي جيلدنهويز على موقع أوليمبيديا (الإنجليزية)